# The Song Remains the Same (album)
The Song Remains the Same (album en film) is een registratie van een aantal liveconcerten van Led Zeppelin in Madison Square Garden in New York. Ze speelden daar drie avonden achtereen (27, 28 en 29 juli 1973). De drie concertavonden zijn later gemixt door Eddie Kramer in de Electric Lady Studios. Het album komt twee dagen later uit (22 oktober)  dan de film (20 oktober), waarin de bandleden de wereld volgens hun visie laten zien. De film wordt door critici de grond ingeboord en ook het album krijgt geen goede kritieken ('infantiel', 'creatief dieptepunt' etc.)
Het album werd in 2007 opnieuw uitgebracht met drie bonustracks.
Meer filmopnames waren gepland voor de 1975 tour, maar dit is er nooit van gekomen. De film kwam uit op 20 oktober 1976 en bereikte nr. 1 in het Verenigd Koninkrijk en nr. 2 in de Verenigde Staten.
Het album stond in 1976 totaal 2 weken genoteerd in de Nederlandse Album Top 100 met als hoogste notering de 19e positie.

## Nummers (Originele uitgave 1976)

### Kant 1 (LP 1)
1. Rock and Roll (Bonham, Jones, Page, Plant) - 4:03
2. Celebration Day (Jones, Page, Plant) - 3:49
3. The Song Remains the Same (Page, Plant) - 6:00
4. The Rain Song (Page, Plant) - 8:25

### Kant 2 (LP 1)
1. Dazed and Confused (Page, gebaseerd op Dazed and Confused van Jake Holmes 1967) - 26:53

### Kant 3 (LP 2)
1. No Quarter (Jones, Page, Plant) - 12:30
2. Stairway to Heaven (Page, Plant) - 10:58

### Kant 4 (LP 2)
1. Moby Dick (Bonham, Jones, Page) - 12:47
2. Whole Lotta Love (Bonham, Willie Dixon, Jones, Page, Plant) - 14:25

## Nummers (Heruitgave 2007)

### CD1
1. Rock and Roll - 3:56
2. Celebration Day - 3:37
3. Black Dog (intro “Bring it on Home”)  (Jones, Page, Plant, Willie Dixon bring it on home, 1966) - 3:46
4. Over the Hills and Far Away  (Page, Plant) - 6:11
5. Misty Mountain Hop  (Jones, Page, Plant) - 4:43
6. Since I’ve Been Loving You  (Jones, Page, Plant) - 8:23
7. No Quarter - 10:38
8. The Song Remains the Same - 5:39
9. The Rain Song - 8:20
10. The Ocean  (Bonham, Jones, Page, Plant) - 5:13

### CD2
1. Dazed and Confused - 29:18
2. Stairway to Heaven - 10:53
3. Moby Dick - 11:02
4. Heartbreaker  (Bonham, Jones, Page, Plant) - 6:19
5. Whole Lotta Love - 13:51

## Bezetting
- John Bonham - Drums, percussie
- John Paul Jones - Basgitaar, Mellotron
- Robert Plant - Zang
- Jimmy Page - Gitaren, achtergrondzang, Theremin, productie

## Productie en techniek
- Peter Grant - uitvoerend producent
- Eddie Kramer - geluidstechnicus
- Barry Diament - mastering Compact Disc-uitgave
- George Hardie - platenhoesontwerp
- Hipgnosis - platenhoesontwerp
- Cameron Crowe - binnenteksten platenhoes
- Bob Ludwig - remastering van de 2007-heruitgave
- Kevin Shirley - remixing van de 2007-heruitgave